# Aleuroclava
Aleuroclava es un género de chinches de la familia Aleyrodidae. El género fue descrito científicamente primero por Quaintance & Baker en 1914. El nombre científico de este género es el primero válidamente publicado por Singh en 1931. La especie tipo es Aleuroclava complex.

## Especies
Contiene las siguientes especies:
- Aleuroclava afriae Sundararaj & David, 1995
- Aleuroclava angkorensis (Takahashi, 1942)
- Aleuroclava artocarpi (Corbett, 1935)
- Aleuroclava aucubae (Kuwana, 1911)
- Aleuroclava ayyari (Sundararaj & David, 1993)
- Aleuroclava baccaureae (Corbett, 1935)
- Aleuroclava bauhiniae (Corbett, 1935)
- Aleuroclava bifurcata (Corbett, 1933)
- Aleuroclava bilineata Sundararaj & David, 1993
- Aleuroclava bulbiformi (Qureshi, 1982)
- Aleuroclava burmanicus (Singh, 1938)
- Aleuroclava calicutensis Dubey & Sundararaj, 2005
- Aleuroclava calycopteriseae Dubey & Sundararaj, 2005
- Aleuroclava canangae (Corbett, 1935)
- Aleuroclava cardamomi (David & Subramaniam, 1976)
- Aleuroclava carpini (Takahashi, 1939)
- Aleuroclava cinnamomi Jesudasan & David, 1991
- Aleuroclava citri Jesudasan & David, 1991
- Aleuroclava citrifolii (Corbett, 1935)
- Aleuroclava complex Singh, 1931
- Aleuroclava cordii (Qureshi, 1982)
- Aleuroclava davidi (Qureshi, 1982)
- Aleuroclava dehradunensis Jesudasan & David, 1991
- Aleuroclava doddabettaensis Dubey & Sundararaj, 2005
- Aleuroclava doveri (Corbett, 1935)
- Aleuroclava dubius (Bink-Moenen, 1983)
- Aleuroclava ehretiae Jesudasan & David, 1991
- Aleuroclava elatostemae (Takahashi, 1932)
- Aleuroclava erythrinae (Corbett, 1935)
- Aleuroclava eugeniae (Corbett, 1935)
- Aleuroclava euphoriae (Takahashi, 1942)
- Aleuroclava euryae (Kuwana, 1911)
- Aleuroclava evanantiae Jesudasan & David, 1991
- Aleuroclava fici (Corbett, 1935)
- Aleuroclava ficicola (Takahashi, 1932)
- Aleuroclava filamentosa (Corbett, 1933)
- Aleuroclava flabellus (Takahashi, 1949)
- Aleuroclava fletcheri (Sundararaj & David, 1992)
- Aleuroclava goaensis Jesudasan & David, 1991
- Aleuroclava gordoniae (Takahashi, 1932)
- Aleuroclava grewiae Sundararaj & David, 1993
- Aleuroclava guyavae (Takahashi, 1932)
- Aleuroclava hexcantha (Singh, 1940)
- Aleuroclava hikosanensis (Takahashi, 1938)
- Aleuroclava hindustanicus (Meganathan & David, 1994)
- Aleuroclava indicus (Singh, 1931)
- Aleuroclava jasmini (Takahashi, 1932)
- Aleuroclava kanyakumariensis Sundararaj & David, 1993
- Aleuroclava kavalurensis Jesudasan & David, 1991
- Aleuroclava kerala Martin & Mound, 2007
- Aleuroclava kudremukhensis Dubey & Sundararaj, 2005
- Aleuroclava kuwanai (Takahashi, 1934)
- Aleuroclava lagerstroemiae (Takahashi, 1934)
- Aleuroclava lanceolata (Takahashi, 1949)
- Aleuroclava latus (Takahashi, 1934)
- Aleuroclava lefroyi (Sundararaj & David, 1993)
- Aleuroclava lithocarpi (Takahashi, 1934)
- Aleuroclava longisetosus Jesudasan & David, 1991
- Aleuroclava longispinus (Takahashi, 1934)
- Aleuroclava louiseae Sundararaj & David, 1993
- Aleuroclava macarangae (Corbett, 1935)
- Aleuroclava madhucae Jesudasan & David, 1991
- Aleuroclava magnoliae (Takahashi, 1952)
- Aleuroclava malloti (Takahashi, 1932)
- Aleuroclava manii (David, 1978)
- Aleuroclava martini Dubey & Sundararaj, 2005
- Aleuroclava maximus (Qureshi, 1982)
- Aleuroclava melastomae (Takahashi, 1934)
- Aleuroclava meliosmae (Takahashi, 1932)
- Aleuroclava montanus (Takahashi, 1939)
- Aleuroclava multipori (Takahashi, 1935)
- Aleuroclava multituberculata Sundararaj & David, 1993
- Aleuroclava murrayae (Singh, 1931)
- Aleuroclava mysorensis Jesudasan & David, 1991
- Aleuroclava nachiensis (Takahashi, 1963)
- Aleuroclava nagercoilensis Sundararaj & David, 1993
- Aleuroclava nanjangudensis Jesudasan & David, 1991
- Aleuroclava neolitseae (Takahashi, 1934)
- Aleuroclava nephelii (Corbett, 1935)
- Aleuroclava nigeriae (Mound, 1965)
- Aleuroclava nitidus (Singh, 1932)
- Aleuroclava orientalis David & Jesudasan, 1988
- Aleuroclava papillata (Sundararaj & Dubey, 2004)
- Aleuroclava parvus (Singh, 1938)
- Aleuroclava pentatuberculata Sundararaj & David, 1993
- Aleuroclava philomenae Jesudasan & David, 1991
- Aleuroclava phyllanthi (Corbett, 1935)
- Aleuroclava piperis (Takahashi, 1935)
- Aleuroclava pongamiae Jesudasan & David, 1991
- Aleuroclava porosus (Priesner & Hosny, 1937)
- Aleuroclava psidii (Singh, 1931)
- Aleuroclava pulcherrimus (Corbett, 1935)
- Aleuroclava pyracanthae (Takahashi, 1933)
- Aleuroclava ramachandrani Dubey & Sundararaj, 2005
- Aleuroclava regui Sundararaj & David, 1993
- Aleuroclava rhododendri (Takahashi, 1935)
- Aleuroclava saputarensis Sundararaj & David, 1993
- Aleuroclava selvakumarani Sundararaj & David, 1993
- Aleuroclava sepangensis Martin & Mound, 2007
- Aleuroclava siamensis (Takahashi, 1942)
- Aleuroclava similis (Takahashi, 1938)
- Aleuroclava simplex (Takahashi, 1949)
- Aleuroclava singhi Jesudasan & David, 1991
- Aleuroclava sivakasiensis Sundararaj & David, 1993
- Aleuroclava srilankaensis (David, 1993)
- Aleuroclava stereospermi (Corbett, 1935)
- Aleuroclava subindica Martin & Mound, 2007
- Aleuroclava submarginatus (Qureshi, 1982)
- Aleuroclava takahashii (David & Subramaniam, 1976)
- Aleuroclava tarennae Martin & Mound, 2007
- Aleuroclava tentaculiformis (Corbett, 1935)
- Aleuroclava terminaliae Sundararaj & David, 1993
- Aleuroclava thysanospermi (Takahashi, 1934)
- Aleuroclava trachelospermi (Takahashi, 1938)
- Aleuroclava trilineata Sundararaj & David, 1993
- Aleuroclava tripori (Dubey & Sundararaj, 2006)
- Aleuroclava trochodendri Takahashi, 1957
- Aleuroclava ubonensis (Takahashi, 1942)
- Aleuroclava uraianus (Takahashi, 1932)
- Aleuroclava vernoniae Meganathan & David, 1994
- Aleuroclava vitexae Sundararaj & David, 1993
- Aleuroclava wrightiae Jesudasan & David, 1991